# Now That's What I Call Music! 37 (série dos Estados Unidos)
Now That's What I Call Music! 37, também conhecido apenas como Now! 37, é a 37º edição da série de álbuns Now That's What I Call Music!, lançada em 8 de fevereiro de 2011. A coletânea estreou na primeira posição da Billboard 200, com a venda de 151 mil cópias em sua primeira semana de lançamento.

## Faixas
| N.º | Título                            | Artista                                    | Duração |  |
| 1.  | "Love the Way You Lie"            | Eminem feat. Rihanna                       | 4:22    |  |
| 2.  | "Just the Way You Are"            | Bruno Mars                                 | 3:35    |  |
| 3.  | "Firework"                        | Katy Perry                                 | 3:45    |  |
| 4.  | "Raise Your Glass"                | Pink                                       | 3:20    |  |
| 5.  | "We R Who We R"                   | Kesha                                      | 3:24    |  |
| 6.  | "Only Girl (In the World)"        | Rihanna                                    | 3:52    |  |
| 7.  | "Like a G6"                       | Far East Movement feat. The Cataracs e Dev | 3:36    |  |
| 8.  | "Hey Baby (Drop It to the Floor)" | Pitbull feat. T-Pain                       | 3:24    |  |
| 9.  | "Yeah 3X"                         | Chris Brown                                | 3:58    |  |
| 10. | "Stereo Love"                     | Edward Maya e Vika Jigulina                | 3:04    |  |
| 11. | "Whip My Hair"                    | Willow                                     | 3:13    |  |
| 12. | "No Hands"                        | Waka Flocka Flame feat. Roscoe Dash e Wale | 4:22    |  |
| 13. | "Bottoms Up"                      | Trey Songz feat. Nicki Minaj               | 3:59    |  |
| 14. | "Please Don't Go"                 | Mike Posner                                | 3:15    |  |
| 15. | "Love Like Woe"                   | The Ready Set                              | 3:19    |  |
| 16. | "Mine"                            | Taylor Swift                               | 3:59    |  |
| 17. | "Waiting Outside the Lines"       | Greyson Chance                             | 3:51    |  |
| 18. | "Loving You Tonight"              | Andrew Allen                               | 2:59    |  |
| 19. | "My Girl"                         | Mindless Behavior                          | 3:59    |  |
| 20. | "This or That"                    | Jacob Latimore                             | 3:18    |  |